# کایزو هایاشی
کایزو هایاشی (به ژاپنی: Kaizo Hayashi) (زادهٔ ۱۵ ژوئیهٔ ۱۹۵۷) فیلم‌نامه‌نویس و کارگردان اهل ژاپن است.